# Kuhstedtermoor
Kuhstedtermoor (niederdeutsch Kuhstermoor) ist ein Ortsteil der Gemeinde Gnarrenburg im Landkreis Rotenburg (Wümme) in Niedersachsen.

## Geographie

### Geographische Lage
Kuhstedtermoor liegt rund 4 km südlich von Kuhstedt, 3,5 km westlich von Karlshöfen, 3,5 km nördlich von Ostersode und liegt rund 5 km südwestlich des Kernortes Gnarrenburg.

### Gewässer
Durch das Ortsgebiet von Kuhstedtermoor fließt der Kollbeck, ein Abfluss der Hamme, der zusammen mit dem „Durchstich zur Kreuzkuhle“, der verschiedenen Gräben entspringt, den Oste-Hamme-Kanal bildet, der durch die Ortschaften Findorf, Barkhausen (Gnarrenburg), Langenhausen, Klenkendorf verläuft und schließlich in Spreckens in die Oste mündet.

## Geschichte

### Ortsgeschichte
Kuhstedtermoor wurde 1850 als letzte Moorkolonie im Umkreis von Gnarrenburg aus dem Großen Kuhstedter Moor, einem Teil der Nachbarortschaft Kuhstedt, gegründet. Damals wurden 28 Anbaustellen von je 53 Morgen (13,25 ha) verkauft, anstatt sie entsprechend dem Meierrecht zu vergeben.
Im Jahre 1855 wurde Kuhstedtermoor als alleinstehende Gemeinde anerkannt. Kirchlich gehört Kuhstedtermoor zu Kuhstedt.

### Eingemeindungen
Am 8. April 1974 wurde Kuhstedtermoor im Zuge der Gebietsreform in die Gemeinde Gnarrenburg eingegliedert.

### Einwohnerentwicklung
| Jahr      | 1910 | 1925 | 1933 | 1939 | 2011 | 2012 | 2016 | 2025 |
| --------- | ---- | ---- | ---- | ---- | ---- | ---- | ---- | ---- |
| Einwohner | 265  | 259  | 223  | 234  | 224  | 234  | 242  | 230  |

(Quellen: 1910, 1925–1939, 2011–2016 laut Versionsgeschichte des Ortes jeweils zum 31. Dezember)

## Politik

### Gemeinderat und Bürgermeister
Auf kommunaler Ebene wird der Ortsteil Kuhstedtermoor vom Gnarrenburger Gemeinderat vertreten.

### Ortsvorsteher
Der Ortsvorsteher von Kuhstedtermoor ist Adrian Stelljes.

## Gebäude
- Wohn- und Wirtschaftsgebäude Kuhstedtermoor 43 von 1850 als Zweiständer-Hallenhaus in Fachwerk mit reetgedecktem Krüppelwalmdach

## Einrichtungen und Vereine
- Freiwillige Feuerwehr Kuhstedtermoor von 1944, eine Wehr mit Grundausstattung, mit rund 30 Aktiven[7]
- Heimatverein de Treidlers von Kuhstermoor
- SV Kuhstedtermoor von 1959
- Schützenverein Kuhstedtermoor[8]